# Cramant
Cramant är en fransk by och kommun belägen i departementet Marne i regionen Champagne-Ardenne. År 2022 hade Cramant 877 invånare. Byn är känd för sin champagnetillverkning och är en så kallad Grand Cru-by , det vill säga de druvor som produceras (främst Chardonnay) ger det högsta priset.
Sevärt i Cramant är det gamla Mumm-presseriet där den kända champagnen Mumm tillverkades. Sedan år 1932 så tillverkas Champagne Bonnaire där.

## Befolkningsutveckling
Antalet invånare i kommunen Cramant
| Referens: INSEE |